# Офена
Офена (итал. Ofena) — коммуна в Италии, расположена в регионе Абруццо, подчиняется административному центру Л’Акуила.
Население составляет 608 человек (на 2005 г.), плотность населения составляет 16,52 чел./км². Занимает площадь 36,81 км². Почтовый индекс — 67025. Телефонный код — 0862.
Покровителем коммуны почитается святитель Николай Мирликийский, чудотворец. Праздник ежегодно празднуется 8 мая и 9 мая.